# Kolektyny

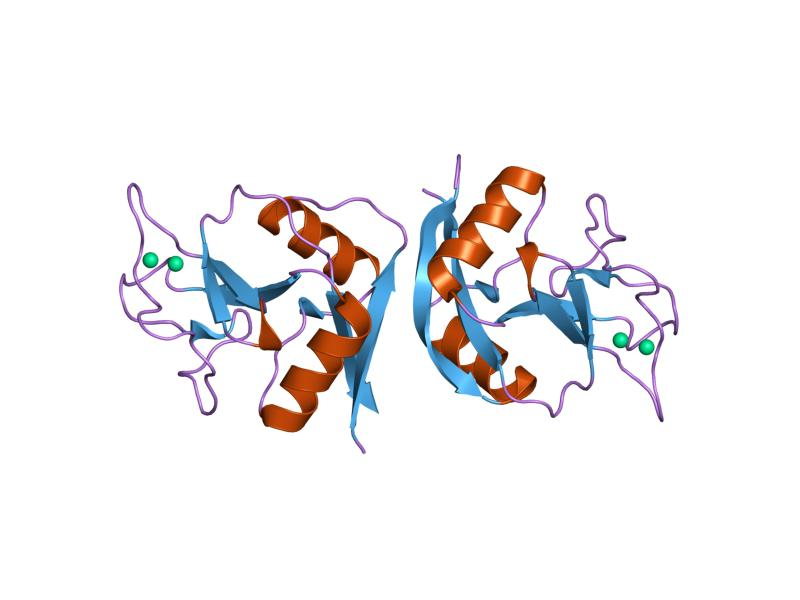
Rysunkowe przedstawienie struktury molekularnej białka zarejestrowanej kodem 1msb.

Kolektyny – grupa białek, które charakteryzują się występowaniem dwóch charakterystycznych elementów:
- domeny lektynowej zależnej od wapnia,
- „ogonka” o budowie zbliżonej do budowy kolagenu.

Nazwa kolektyn pochodzi od złożenia słów kolagen i lektyny. Białka te mają – ze względu na obecność domeny lektynowej – właściwości wiązania cukrów, zwłaszcza mannozy i pełnią zwykle funkcje obronne, mogą bowiem aktywować dopełniacz. Klasyczne przykłady kolektyn to białko wiążące mannozę (MBL) oraz białka surfaktantu płucnego A i D.